# GHV2 Megamix
Thunderpuss GHV2 Megamix – megamix większości przebojów, które znalazły się na kompilacji Madonny GHV2: Greatest Hits Volume 2. Tak jak wskazuje nazwa, utwory zostały zremiksowane przez producencki tandem znany jako Thunderpuss.
Remix został wydany na singlu jedynie w Australii w limitowanej liczbie 250 kopii. Był dostępny w formie dodatku do albumu GHV2.
W megamiksie wykorzystano następujące utwory Madonny:
- Don’t Tell Me
- Erotica
- Secret
- Frozen
- What It Feels Like for a Girl
- Take a Bow
- Deeper and Deeper
- Music
- Ray of Light

W wersji oryginalnej utworu oraz w niektórych wersjach skróconych wykorzystano także fragment wiadomości, jaką w 1994 roku Madonna zarejestrowała dla AOL podczas promocji albumu Bedtime Stories.

## Teledysk
Do utworu powstał teledysk, będący montażem klipów Madonny. Obrazy z wcześniejszych teledysków zostały komputerowo wstawione w przesuwające się ekrany wiszące w ciemnym pomieszczeniu.

## Oficjalne wersje utworu
- Original Version – 4:51
- Long Edit – 4:47
- Medium Edit – 4:19
- Short Edit – 3:33
- Extended Version – 12:37
- Club Mix Part I – 12:56
- Club Mix Part II – 10:28

Utwory z krążka GHV2: Greatest Hits Volume 2 zostały zremiksowane także przez innych DJ-ów: tandem Johnny Rocks & Mac Quayle oraz Tracy Young. Nie zostały jednak one wydane komercyjnie – nieliczne, limitowane kopie winyli zostały rozesłane do klubów i rozgłośni radiowych. Oficjalne wersje megamixu jakie znalazły się na tych wydawnictwach to:
- Johnny Rocks & Mac Quayle GHV2 Club Mix – 8:18
- Johnny Rocks & Mac Quayle GHV2 Radio Mix – 4:17
- Johnny Rocks & Mac Quayle GHV2 Dub – 9:02
- Tracy Young’s GHV2 Shake & Stir Club Mix – 11:19